# Banlangen
Banlangen (Radix isatidis, chinesisch 板藍根 / 板蓝根, Pinyin bǎnlán'gēn, Jyutping baan2laam4gan1; jap. banrankon) ist ein traditionelles chinesisches Heilmittel.

## Herstellung und Darreichungsart
Es wird aus den Wurzeln der aus Westasien ursprünglichen Färberwaidpflanze (Isatis tinctoria L.), der Indigopflanze Isatis indigotica Fort. (oft als Varietät des Färberwaids angesehen) und/oder der Akanthusart Baphicacanthus cusia (Nees) Bremek hergestellt. Die Wurzeln werden im Herbst gesammelt. Nachdem Stiel und Blätter entfernt wurden, werden die Wurzeln gewaschen, getrocknet und zu einem groben Pulver verarbeitet. Dargereicht wird es meist in der Form von Tee.

## Anwendung
Verwendet wird Banlangen zur Bekämpfung von toxischer Hitze, bei Rachen- und Kehlkopfentzündungen sowie zur Behandlung von Grippeinfektionen, Karbunkeln, Hepatitis, Masern, Mumps, Scharlach, Windpocken und anderen Erkrankungen mit Hautausschlag, wie Schuppenflechte Psoriasis. Auch bei Diphtherie, Epilepsie und Meningitis sowie verschiedenen Haut- und Geschlechtskrankheiten, insbesondere Syphilis, sowie zur Vorbeugung gegen Krebs wird es gegeben.

## Nebenwirkungen
Mögliche Nebenwirkungen sind allergische Reaktionen, Hautausschlag und Schwindel. Zu lange Anwendung und zu hohe Dosierung kann zu einer Schädigung der Nieren führen.

## Eigenschaften
Es wird in der chinesischen Medizin der Eigenschaft kalt und der Geschmacksrichtung bitter zugeordnet und wirkt besonders auf die Meridiane des Herzens, der Lunge und des Magens.

## Inhaltsstoffe
Inhaltsstoffe des Banlangen sind u. a. Indigo, Indirubin, β-Sitosterin und γ-Sitosterin
γ-Sitosterol sowie verschiedene Aminosäuren und Bitterstoffe wie pflanzliche Proteine, Harze und Sinigrin.

## Pharmakologische Wirkung
In Flüssigkeit gelöst wirkt es auf verschiedene Bakterien wie Bacillus subtilis, Staphylococcus aureus, Escherichia coli, Salmonella entericae und Shigella dysenteriae. Auch auf Viren wie Grippeviren des Stammes PR2 hat es offensichtlich eine suppressive Wirkung. Es unterstützt die Immunabwehr und unterdrückt die durch ADP induzierte Thrombozytenaggregation.

## Klinische Praxis
Eine Behandlung mit Banlangen wird bei Fieber, Kopf- und Halsschmerzen sowie Exanthemen erwogen. Häufig wird es zusammen mit Japanischem Geißblatt, Forsythia suspensa und unbehandeltem Gips verordnet. Bei Scharlach und Mumps auch zusammen mit Hahnenfuß und Braunwurz. Bei Wind-Kälte von Milz und Magen darf es nicht verwendet werden.
Darreichung von ca. 10–15 g als Aufguss.

## Weitere Bezeichnungen
Weitere chinesische Bezeichnungen sind: dingqinggen (靛青根), landinggen (蓝靛根), tulonggen (土龙根), daqinggen (大青根), shanlangen (山蓝根) und lanlonggen (兰龙根).